# Una gran voglia di vivere
ma non riuscivamo a esserlo.»
(Fabio Volo, Una gran voglia di vivere)
Una gran voglia di vivere è il decimo romanzo dello scrittore italiano Fabio Volo; è stato pubblicato il 22 ottobre 2019.

## Titolo
Per il titolo, Una gran voglia di vivere, l'autore utilizza un estratto di frase pronunciata da uno dei personaggi, Anna. L'autore ha dichiarato che la scelta di far dire quelle parole a un personaggio femminile è stata voluta:

## Trama
La storia viene raccontata da un narratore interno, Marco, che racconta attraverso dialoghi la sua storia d'amore con Anna, durata sette anni.
Dal rapporto tra i due protagonisti nasce Matteo, che al momento della crisi tra i genitori ha cinque anni. Con il passare degli anni e la presenza di un figlio, le vite dei protagonisti sono infatti state stravolte e la complicità reciproca dei primi anni si è trasformata in rivalità. Ognuno dei protagonisti cerca di prevalere sull'altro, fino a che il susseguirsi degli eventi li porta ad allontanarsi e a considerarsi come estranei.
La rottura imminente tra i due viene messa in pausa quando la coppia decide di intraprendere un ultimo viaggio in Australia e Nuova Zelanda.
In Australia i protagonisti hanno l'opportunità di incontrare persone che, raccontando le loro esperienze di vita, li fanno riflettere. In questo luogo, i due riescono a rivelarsi le insoddisfazioni maturate negli anni e ad aprirsi circa i loro sentimenti. Durante il soggiorno in Nuova Zelanda, si trovano a contatto con la natura e provano emozioni forti. Anche grazie a queste emozioni, la coppia riesce ad avvicinarsi emotivamente dopo un lungo periodo. Dopo aver visitato la parte meridionale della Nuova Zelanda, i protagonisti tornano poi in Australia, ed è durante la seconda sosta nel paese che si riavvicinano completamente, sia fisicamente che sentimentalmente. Quando il viaggio sta per terminare, tuttavia, tra i due scoppia un litigio che segna la fine del rapporto.
La fine della relazione conduce sia Anna che Marco a un nuovo inizio, dando modo ad entrambi di riscoprirsi e di vivere il loro amore con consapevolezze diverse.
Nelle ultime pagine del libro, Marco ed Anna non hanno ancora chiarito il loro rapporto: non sono tornati insieme ma non si sono neanche separati in modo definitivo. Grazie al viaggio intrapreso, hanno avuto modo di conoscersi l'un l'altro profondamente, arrivando anche a ritrovare loro stessi. Il romanzo termina con un invito di Anna all'ormai ex compagno a mangiare con lei e Matteo nella loro vecchia casa.

## Personaggi
- Marco: è l'io narrante della storia. Lavora come architetto a Milano, è innamorato della sua professione e ammette di trascurare la sua famiglia per dedicarsi a progetti di lavoro. È un uomo piuttosto silenzioso. Attraverso un dialogo viene descritto da Anna come un uomo con una forte personalità ma allo stesso tempo fragile e timido. Durante la narrazione risulta essere insoddisfatto della vita che conduce; spesso emergono dal racconto pensieri riguardanti la sua infanzia e momenti felici, che adesso rimpiange.
- Anna: anche lei architetto, nutre una grande passione per il suo lavoro, che tuttavia abbandona alla nascita del figlio per dedicarsi alla famiglia. Attraverso i dialoghi con Marco, ammette di essersi più volte sentita abbandonata, soprattutto alla nascita di Matteo, e fa notare al compagno di averla trascurata e di non essersi accorto della sua sofferenza.
- Matteo: è il figlio di Anna e Marco. Viene descritto come un bambino molto timido. Marco si rivede nel bambino e parla spesso del loro rapporto, reso genuino da una forte sintonia. Marco sottolinea più volte che sarebbe troppo doloroso perdere il suo rapporto con il figlio nel caso in cui lui e la compagna dovessero separarsi.
- Andrea e Vanessa: è la prima coppia che i protagonisti incontrano durante il viaggio, in Australia. Con loro condividono momenti felici ed è proprio grazie a quest'incontro che Anna e Marco cominciano ad aprirsi l'uno con l'altro. Andrea e Vanessa sono giovani e il protagonista li descrive come una coppia innamorata; questo lo fa riflettere sul rapporto tra lui e la moglie, prima delle incomprensioni, portandolo a ricordarsi di momenti pieni di complicità e affiatamento.
- Carl ed Ellen: i protagonisti conoscono questa coppia durante il loro secondo soggiorno in Australia. La coppia colpisce Marco perché ad Ellen è stata diagnosticata una malattia che le permetterà di vivere solamente altri nove mesi. Marco prova tristezza per la donna e si immagina come sarebbero le cose se questo fosse successo ad Anna. Grazie all'incontro, il protagonista matura nuove consapevolezze come l'importanza della felicità e della gioia condivisa.
- Adrian e Alma: è una coppia spagnola, con la quale i protagonisti condividono un periodo del loro soggiorno in Australia. Adrian e Alma viaggiano molto alla scoperta del mondo che li circonda e di loro stessi. Marco è affascinato dalla loro storia d'amore e pensa che scoprendo di più sul loro rapporto possa trovare le risposte che cerca sulla sua relazione con Anna. Adrian e Marco instaurano un rapporto di reciproca confidenza e il protagonista si apre circa la sua relazione con Anna, raccontando della crisi che stanno attraversando e della sua paura di perderla. Adrian invita Marco a riflettere su sé stesso piuttosto che sulla sua relazione con Anna.

## Temi
Il tema centrale del romanzo è la crisi di coppia affrontata da Marco e Anna, crisi che verrà alimentata dai loro silenzi e dalle loro preoccupazioni. La domanda di Anna a Marco "Mi ami ancora?" segna l'inizio della crisi. Era già evidente che vi fossero problemi di coppia, ma la frase porta con sé una consapevolezza maggiore, rifiutata da entrambi fino a quel momento. La realizzazione della crisi, è evidenziata inoltre, anche dalla frase "una gran voglia di vivere" detta da Anna e usata anche nel titolo. In un’intervista l’autore ha dichiarato il suo intento di mostrare come, al momento dell’enunciazione di quella frase, i personaggi comprendono di non star vivendo la vita che desideravano.
Un altro tema strettamente collegato a quello della crisi di coppia è quello del silenzio. Marco ed Anna evitano di rivelarsi le angosce che nutrono per evitare che l'altro soffra, ma così facendo sono loro stessi a costruirsi muri. Marco, persona introversa, spesso evita di dire alla compagna i sentimenti provati, alimentando in questo modo la distanza creatasi tra loro.
Volo in un'intervista ha dichiarato che i due protagonisti, Anna e Marco, sono "due analfabeti del sentimento". I protagonisti, non parlando dei problemi della vita di coppia, si ritrovano insoddisfatti ma preferiscono evitare di parlare.
Argomento utile a sottolineare la crisi di coppia è quello del lavoro; i coniugi sono entrambi architetti, tuttavia alla nascita del figlio Matteo, la donna decide di lasciare il suo mestiere per dedicarsi al figlio. Fabio Volo in un'intervista dichiara che ha deciso di scegliere lo stesso lavoro per entrambi in modo che fosse evidente la differenza tra la donna e l'uomo. Anna, infatti, lascia il lavoro per dedicarsi al figlio, mentre Marco ha modo di portare avanti il suo lavoro. Questa rinuncia porta Anna a soffrire silenziosamente.
Un altro tema cardine del libro è quello del viaggio. Fabio Volo dichiara che spesso nei suoi libri mette i suoi personaggi in viaggio in modo che essi possono riscoprirsi come se il viaggio materiale, possa portare spunti e rivelazioni al viaggio interiore dei protagonisti.
In un’intervista Volo dichiara: 
Il viaggio dà modo ai protagonisti di riscoprire loro stessi e di rivelarsi le paure e le insoddisfazioni maturate negli anni.
Il tema del viaggio è strettamente collegato a quello della crescita personale.
Durante ogni tappa del loro viaggio i protagonisti avranno modo di conoscere nuove verità, di entrare a contatto con une nuove realtà e di riflettere sui motivi per cui, insieme non riuscivano ad essere felici.
Marco, grazie alle vicende di vita raccontate dai personaggi incontrati, comincia a guardare la vita sotto una nuova luce e a capire che fino a quel momento ha vissuto in modo superficiale, non concentrandosi sugli attimi che stava vivendo, ma sugli impegni del suo quotidiano.
Anche Anna trae dei benefici da quest’avventura. La quotidianità non le ha mai dato l’opportunità di rivelare a Marco i vuoti interiori che aveva accumulato negli anni. Durante il viaggio, Anna inizia un percorso di crescita che le permette di liberarsi delle sofferenze provate. La donna raggiunge l’apice della liberazione emotiva quando, in un dialogo con Marco, gli racconta della solitudine e dell’infelicità che ha provato alla nascita del figlio.

## Genesi
Lo scrittore in un'intervista racconta di aver scritto il libro durante un viaggio fatto in camper girando per Australia e Nuova Zelanda; non a caso, stessa avventura compiuta dai personaggi del suo libro.

Fabio Volo in diverse interviste dichiara di aver scelto i nomi dei protagonisti del suo ultimo romanzo ispirandosi a una canzone di Lucio Dalla, Anna e Marco, 
Fabio Volo ha annunciato l'uscita del suo nuovo libro con un post su Instagram il 27 settembre 2019. Sempre su Instagram ha mostrato la copertina il 3 ottobre 2019. In un'intervista lo scrittore rivela di aver realizzato lui stesso la foto che si trova sulla copertina, che raffigura una casa del quartiere di West Village a New York.

## Audiolibro
Il 6 novembre 2019 Mondadori ha pubblicato su Audible la versione audiolibro del romanzo. Il narratore, Ruggero Andreozzi, ha letto ad alta voce anche altri romanzi di Volo: Esco a fare due passi, È una vita che ti aspetto, Il tempo che vorrei, La strada verso casa.

## Vendite
Il romanzo ha venduto circa 230 000 copie.
Troviamo il romanzo al primo posto della classifica dei libri più venduti nel 2019.
Nel novembre 2019 occupava il terzo posto nella classifica dei libri più venduti nel 2019.
Nel gennaio 2020 occupava il quarto posto dei libri più venduti nel 2019.

## Edizioni
- Fabio Volo, Una gran voglia di vivere, A. Mondadori, 2019, ISBN 978-88-04-70727-1.